# Spergularia heldreichii
Spergularia heldreichii är en nejlikväxtart som beskrevs av Julien Foucaud. Spergularia heldreichii ingår i släktet rödnarvar, och familjen nejlikväxter. Inga underarter finns listade i Catalogue of Life.